# Manoir de Foveno
Le manoir de Foveno  est situé à Saint-Congard en France.

## Localisation
Le manoir est situé sur le territoire de la commune de Saint-Congard, au lieu-dit Foveno, dans le département du Morbihan en région Bretagne.

## Description
Le manoir date des XVIe et XVIIe siècles. Édifice à un étage carré, construit en moellons sans chaîne en pierre de taille de schiste. Toiture à longs pans recouverte d'ardoises, pignon couvert, croupe. Escalier dans-œuvre : escalier à vis sans jour.

## Historique
Édifice des XVIe et XVIIe siècles. Le manoir de Fohenno, aujourd'hui Foveno, était le siège d´une seigneurie que possédait la famille Guérin, en 1640. Plusieurs fois remanié s'y élève encore : un corps de logis avec des boulins sous la ligne du toit en façade antérieure et une tour d´escalier postérieure, des dépendances et la chapelle Saint-Jacques qui en dépendait. La moitié est du logis, qui avait été remontée au XIXe siècle a fait l'objet depuis quelques années d'une importante restauration.
Le manoir est inscrit à l'inventaire général du patrimoine culturel.